# Knut Lindberg
Knut Andreas "Knatten" Lindberg, född 2 februari 1882 i Göteborg, död 6 april 1961 i Vasa församling i Göteborg, var en svensk friidrottare och fotbollsspelare. Han tävlade för Örgryte IS.
Lindberg var en av Sveriges första stora och internationellt berömda idrottsmän. Han deltog i de extrainsatta och inofficiella OS-mästerskapen 1906 i Aten där han bl.a. erhöll en silvermedalj i spjutkastning och i de Olympiska sommarspelen 1912 i Stockholm med en silvermedalj i stafett som bästa resultat.
Inofficiellt världsrekord 1906–1914 på 100 meter med 10,6 sek. Svenskt rekord på 100 meter 1906–1936, 200 meter 1908–1914 och 110 meter häck 1907–1908.
Erövrade 27 svenska mästerskap varav 5 i fotboll.
Han utsågs 1928 (retroaktivt) till Stor grabb nummer 9 i friidrott. Lindberg är begravd på Örgryte nya kyrkogård.

## Karriär
1902 vann Lindberg SM på 100 meter för första gången på tiden 12,0 s. Han deltog sedan i 9 av 11 SM på 100 meter mellan 1902 och 1912 och vann samtliga varav sex i rad åren 1904–1909. Tiderna för alla loppen var 12,0 - 11,8 - 11,6 - 11,2 - 11,0 - 11,4 - 10,8 - 11,1 - 10,9 s.
Den 5 augusti 1906 tangerade Lindberg Harald Andersson-Arbins inofficiella svenska rekord på 100 meter från 1896 (10,8 s). Den 26 augusti samma år förbättrade han rekordet till 10,6 s, en tid som kom att bli omdiskuterad men ändå stod sig som inofficiellt världsrekord fram till 1914 då internationella idrottsförbundet till slut underkände den. Rekordet kvarstod dock som svenskt rekord, erkänt som officiellt svenskt rekord från och med 1907 av Svenska Idrottsförbundet, fram till 1936 då det underskreds av Lennart Strandberg.
Vid extra-OS i Aten 1906 tog Lindberg silvermedalj i spjutkastning på 45,17 m efter Eric Lemming. På 100 meter deltog han som ende europé i finalen men kom sist (sexa), och i femkamp kom han femma med platssiffra 37.
Mellan 1907 och 1909 vann Lindberg tre raka svenska mästerskap på 110 meter häck på tiderna 16,6, 16,5 och 16,8 s. Den 24 augusti 1907 slog Lindberg Oscar Lemmings svenska rekord på 110 meter häck från 1904 (16,2 s) genom att springa på 16,1 s i Karlstad.
Under åren 1908–1912 vann Lindberg SM på 200 meter tre gånger – 1908, 1909 och 1912 (23,8, 23,2 resp. 22,6 s) – och vann ett silver 1911.
Den 13 september 1908 förbättrade Lindberg i Göteborg Herman Lindqvists svenska rekord på 200 meter från 23,2 till 22,8 s. Han behöll rekordet till 1911 då Thure Persson sprang på 22,6 s.
Vid OS i London 1908 var han med på 100 meter och 200 meter men blev utslagen i försöken. I spjutkastning (fristil) blev han oplacerad. Han var även med i stafettlaget på 1600 meter ("stafettmedley", 200+200+400+800 meter) ihop med Sven Låftman, Knut Stenborg och Evert Björn men laget blev utslaget i försöken. Lindberg borde varit självskriven i det fotbollslag som skulle representera Sverige i 1908 års olympiska spel men de många stridigheter som föregick uttagningarna resulterade i att Lindberg ställdes utanför truppen.
Vid OS i Stockholm 1912 deltog Lindberg på både 100 meter och 200 meter men blev utslagen i semifinalerna. Han var även med i det svenska stafettlaget på 4x100 meter (ihop med Thure Persson, Charles Luther och Ivan Möller) som tog silver på 42,6 s.

## Utanför karriären
Lindberg arbetade som bokhållare i Trädgårdsföreningens Fröhandel.
Lindberg dömdes för ett rått mord 1910 efter att ha slagit ihjäl en taxichaufför men han fick en rejäl straffreduktion och klarade sig undan med sju månaders straffarbete. Kanske berodde detta på att han var en av landets mest kända idrottsman, kanske för att hans försvarsadvokat Berndt Drakenberg åstadkom ett underverk genom att misstänkliggöra offret.

## Rekord

### Världsrekord (inofficiella)
- 100 m: 10,8 s (Malmö,  5 augusti 1906)[13][14] (tangering)
- 100 m: 10,6 s (Balders hage Göteborg,  26 augusti 1906)[14]

### Europarekord (inofficiella)
- 100 m: 10,8 s (Malmö,  5 augusti 1906)[13][15] (tangering)
- 100 m: 10,6 s (Balders hage Göteborg,  26 augusti 1906)[15]

### Svenska rekord
- 100 m: 10,6 s (Balders hage Göteborg,  26 augusti 1906)[10][a]
- 200 m: 22,8 s (Göteborg,  13 september 1908)[10]
- 110 m häck: 16,1 s (Karlstad,  24 augusti 1907)[10]

### Personliga rekord
- 100 m: 10,6 s (Balders hage Göteborg,  26 augusti 1906)[13][16]
- 200 m: 22,4 s (Idrottsparken Stockholm 10 juli 1912)[17][16]
- 110 m häck[b]: 16,1 s (Karlstad 24 augusti 1907)[18][16]
- Längdhopp: 6,84 m (Göteborg 29 augusti 1909)[19][16]
- Spjutkastning: 45,17 m (Atén, Grekland 26 april 1906)[16]

### Fotnoter
1. 1 2 3  Knut Lindberg på Sveriges Olympiska Kommittés webbplats
2. 1 2 3 4 5 6 7 8 9  Wiger 2006, s. 36.
3. 1 2 3 4  Wiger 2006, s. 40.
4. 1 2 3  Wiger 2006, s. 94.
5. 1 2 3 4 5 6 7 8 9  Wiger 2006, s. 149.
6. ↑   Sveriges dödbok 1860–2017 (Version 7.0). Solna: Sveriges släktforskarförbund. 2018. ISBN 9789188341310
7. ↑  friidrott.se:s Stora Grabbar-sida Arkiverad 31 mars 2016 hämtat från the Wayback Machine. Läst 2014-09-22
8. ↑  Stora grabbars märke Arkiverad 6 december 2013 hämtat från the Wayback Machine. Läst 2014-09-22
9. ↑  Lindberg, Knut Andreas på SvenskaGravar.se
10. 1 2 3 4 5  Swedish Athletic Page (track) Arkiverad 5 september 2010 hämtat från the Wayback Machine., läst 2015-09-15
11. 1 2  Dråpet på Danska Vägen
12. ↑  Borås tidning Arkiverad 3 december 2014 hämtat från the Wayback Machine. Läst 2014-09-22
13. 1 2 3  Holmberg 2009, s. 34.
14. 1 2  Världsrekordutveckling 100 m på Brinkster, läst 2015-09-15
15. 1 2  Europarekordutveckling 100 m på Brinkster, läst 2015-09-15
16. 1 2 3 4 5  Personsida på Brinkster, läst 2015-09-14 (inloggning krävs)
17. ↑  Holmberg 2009, s. 386.
18. ↑  Holmberg 2009, s. 403.
19. ↑  Holmberg 2009, s. 412.